# Чепецька культура
Чепе́цька культу́ра — археологічна культура IX—XV століть, що була поширена в середній течії річки Чепца та її приток.
Культура виникла на основі Поломської культури, коли під тиском булгар поломці переселились з верхів'їв Чепци у її середню течію. Тут вони організували компактні поселення, придатні до оборони. З XIII століття культура починає занепадати, можливо через напади татаро-монголів. В XVII столітті територію поширення Чепецької культури починають заселяти удмурти, що прийшли сюди з басейну річки В'ятка.
Городища культури в основному масові, укріплені ровами та валами. Найбільшим таким городищем і центром усієї Чепецької культури вважається Солдирське городище I (Іднакар). Населення вело комплексне господарство, займаючись скотарством, землеробством, мисливством, рибальством та бджільництвом.

## Городища
Великі:
- Гординське городище (Гур'якар)
- Дондикар
- Кушманське городище (Учкакар)
- Поломське городище II (Гиркесшур)

Городища Чепецької культури

- Поркарське городище I (Поркар-Каріл)
- Солдирське городище I (Іднакар)

Середні:
- Богатирське городище (Утемкар)
- Варнінське городище I (Каріл)
- Вес'якар
- Зуйкар
- Комаровське городище (Чибінькар)
- Куняновське городище (Каріл)
- Лудошурське городище I (Великий Сепичкар)
- Новогиїнське городище (Каріл)
- Солдирське городище II (Сабанчикар)

Невеликі:
- Балезинське городище (Узякар)
- Буринське городище (Жутемкар)
- Варнінське городище II (Гопулгурезь)
- Гординське городище II
- Дебьоське городище (Каргурезь, Байгурезь)
- Єжевське городище (Батиргурезь)
- Заболотновське городище (Садейкар)
- Ізвільський Поркар
- Карільське городище
- Краснослудське городище (Ебгакар)
- Лудошурське городище II (Малий Сепичкар)
- Маловенізький Поркар
- Поломське городище I (Каравалес)
- Поркарське городище II (Поркар-Карнир)
- Сепичкарське городище (Селтакар)
- Староунтемське городище (Ошаккар)
- Уканське городище (Поркар)
- Хом'яковський Поркар